# Cryphia algae
Espèce
La Bryophile vert-mousse (Cryphia algae) est une espèce de lépidoptères de la famille des Noctuidae.
On le trouve en Europe.
Il a une envergure de 24 à 30 mm. Il vole d'avril à septembre selon les régions sur une seule génération.
Sa larve vit sur des lichens poussant sur les troncs des chênes et des peupliers.

## Référence
- Papillons de Poitou-Charentes